# Pantelīs Kapetanos
Pantelīs Kapetanos (in greco: Παντελής Καπετάνος; Ptolemaida, 8 giugno 1983) è un ex calciatore greco, di ruolo attaccante.

## Carriera

### Club
Dopo aver giocato in patria, si trasferisce in Romania con le maglie della Steaua Bucarest e del CFR Cluj. Nel settembre 2013 ritorna alla Steaua Bucarest.

### Nazionale
Ha esordito in nazionale maggiore il 3 marzo 2010 a Volo, in un'amichevole persa 0-2 contro il Senegal. Dopo pochi mesi fa parte della spedizione greca in Sudafrica ai Mondiali 2010, dove scende in campo unicamente nella sfida persa 2-0 a Port Elizabeth contro la Corea del Sud. Sarà la sua ultima presenza con la nazionale ellenica.

## Statistiche

### Cronologia presenze e reti in nazionale
| Cronologia completa delle presenze e delle reti in nazionale ― Grecia | Cronologia completa delle presenze e delle reti in nazionale ― Grecia | Cronologia completa delle presenze e delle reti in nazionale ― Grecia | Cronologia completa delle presenze e delle reti in nazionale ― Grecia | Cronologia completa delle presenze e delle reti in nazionale ― Grecia | Cronologia completa delle presenze e delle reti in nazionale ― Grecia | Cronologia completa delle presenze e delle reti in nazionale ― Grecia | Cronologia completa delle presenze e delle reti in nazionale ― Grecia |
| Data                                                                  | Città                                                                 | In casa                                                               | Risultato                                                             | Ospiti                                                                | Competizione                                                          | Reti                                                                  | Note                                                                  |
| --------------------------------------------------------------------- | --------------------------------------------------------------------- | --------------------------------------------------------------------- | --------------------------------------------------------------------- | --------------------------------------------------------------------- | --------------------------------------------------------------------- | --------------------------------------------------------------------- | --------------------------------------------------------------------- |
| 3-3-2010                                                              | Volo                                                                  | Grecia                                                                | 0 – 2                                                                 | Senegal                                                               | Amichevole                                                            | -                                                                     | 46’                                                                   |
| 25-5-2010                                                             | Altach                                                                | Grecia                                                                | 2 – 2                                                                 | Corea del Nord                                                        | Amichevole                                                            | -                                                                     | 46’                                                                   |
| 2-6-2010                                                              | Winterthur                                                            | Grecia                                                                | 0 – 2                                                                 | Paraguay                                                              | Amichevole                                                            | -                                                                     | 75’                                                                   |
| 12-6-2010                                                             | Port Elizabeth                                                        | Corea del Sud                                                         | 2 – 0                                                                 | Grecia                                                                | Mondiali 2010 - 1º turno                                              | -                                                                     | 61’                                                                   |
| Totale                                                                |                                                                       | Presenze                                                              | 4                                                                     |                                                                       | Reti                                                                  | 0                                                                     |                                                                       |

## Palmarès
- Coppa di Romania: 1

Steaua Bucarest: 2010-2011
- Campionato rumeno: 2

CFR Cluj: 2011-2012
Steaua Bucarest: 2013-2014